# Ghazipur
Ghazipur (hindi ग़ाज़ीपुर, urdú غازیپور) és una ciutat i municipi d'Uttar Pradesh, capital del districte de Ghazipur. Està situada a 25° 35′ N, 83° 34′ E / 25.58°N,83.57°E. Segons el cens del 2001 tenia 105.243 habitants. Té a la rodalia la factoria d'opi i narcòtics més gran d'Àsia. Disposa d'un aeroport a 13 km (Aeroport Shahbaaz Kuli) però no està operatiu. La municipalitat es va formar el 1867.

## Història
Vegeu Districte de Ghazipur